# Isle (album)
Isle (アイル?) è il quarto album discografico del gruppo musicale giapponese j-pop Flow, pubblicato il 19 marzo 2008 dalla Ki/oon Records. Il disco ha raggiunto la settima posizione degli album più venduti in Giappone.

## Tracce
1. Answer
2. Re:member (Album Mix)
3. Fuyu no Amaoto (冬の雨音)
4. Tsubaki (椿)
5. Welcome to my misery
6. Carry on
7. COLORS (Album Mix)
8. Hidamari feat. azumi from wyolica (陽だまり)
9. Smells like thirty spirit
10. SURVIVE ~mission No.149~
11. NIGHT PARADE by FLOW ∞ HOME MADE Kazoku
12. Around the world (Album Mix)
13. Taiyou no Uta (太陽の唄)
14. Arigatou (ありがとう)